# Jean-Noël Huck
Jean-Noël Huck (* 20. Dezember 1948 in Mutzig) ist ein ehemaliger französischer Fußballspieler und -trainer.

## Karriere

### Verein
Huck begann mit dem Fußballspielen in seiner Heimatstadt  bei der Association Sportive de Mutzig. 1968 verpflichtete ihn Racing Straßburg.  Nach dem Abstieg des Klubs aus der Division 1 wechselte er 1971 zu OGC Nizza, wo er bis 1978 spielte. Mit Nizza wurde er 1973 und 1976 Vizemeister und erreichte 1978 das Finale der Coupe de France.
Es folgten kurze Engagements bei Paris FC und Paris Saint-Germain. Von 1981 bis 1984 spielte er für den FC Mulhouse, mit dem er 1982 in die Division 1 aufstieg.
1985 übernahm er kurzzeitig das Traineramt bei Racing Straßburg. In der Saison 1986/87 war er Spielertrainer bei EA Guingamp, wo er am Ende der Spielzeit seine Spielerkarriere beendete.
Von Dezember 1990 bis Juni 1992 war er als Technischer Direktor für seinen alten Klub OGC Nizza tätig und übernahm dort auch zeitweilig das Traineramt. 

### Nationalmannschaft
Zwischen 1970 und 1975 bestritt Huck insgesamt 17 Länderspiele für die Équipe Tricolore, in denen er ohne Torerfolg blieb.